# Milana Jelamanowna Taschenowa
Milana Jelamanowna Taschenowa (russisch Милана Еламановна Таженова, wissenschaftliche Transliteration Milana Elamanovna Taženova; kasachisch Милана Еламанқызы Тәженова Milana Elamanqyzy Täjenova; * 6. März 1999 in Astrachan, Russland) ist eine russische Handballspielerin, die für den russischen Erstligisten GK Rostow am Don aufläuft.

## Karriere

### Im Verein
Taschenowa gehörte ab dem Jahr 2014 dem Kader des russischen Erstligisten GK Astrachanotschka an. Mit Astrachanotschka gewann sie 2016 die russische Meisterschaft. Nachdem die Rückraumspielerin am Anfang des Saison 2018/19 noch für Astrachanotschka aufgelaufen war, wechselte sie im Oktober 2018 zum Ligakonkurrenten GK Rostow am Don. Mit Rostow gewann sie in ihrer ersten Saison die russische Meisterschaft und stand im Finale der EHF Champions League. In der Vorbereitung auf die Saison 2019/20 zog sich Taschenowa einen Kreuzbandriss zu, der sie zu einer einjährigen Pause zwang. Mit Rostow gewann sie 2022 die russische Meisterschaft und 2025 den russischen Pokal.

### In Auswahlmannschaften
Taschenowa gewann beim ersten Großturnier mit der russischen Jugendnationalmannschaft die Silbermedaille bei der U-17-Europameisterschaft 2015. Ein Jahr später errang sie mit der russischen Auswahl die Goldmedaille bei der U-18-Weltmeisterschaft. Taschenowa steuerte sieben Treffer zum Erfolg bei. Im Jahr 2017 gewann sie mit der russischen Juniorinnenauswahl die Silbermedaille bei der U-19-Europameisterschaft und wurde in das All-Star-Team berufen. Da drei ihrer Mitspielerinnen die Substanz Meldonium zu sich genommen hatten, wurde der russischen Mannschaft die Silbermedaille nachträglich aberkannt. Bei der U-20-Weltmeisterschaft 2018 belegte sie mit Russland den vierten Platz.
Taschenowa gehört seit dem Jahr 2018 dem Kader der russischen A-Nationalmannschaft an.